# Lex orandi, lex credendi
Das Motto Lex orandi, lex credendi (lat. für „das Gesetz des Betens [ist] das Gesetz des Glaubens“) steht für eine der christlichen Tradition entstammende Grundüberlegung zum Zusammenhang von Gebet und Glaube. Bisweilen kann Lex orandi, lex credendi auch als Ideal angesehen werden, nach welchem die Gebets- den Glaubensinhalten einer Person und im weiteren Sinne der ganzen Kirche entsprechen. Das Axiom aus dem 5. Jahrhundert geht auf den Schriftsteller und Mönch Prosper Tiro von Aquitanien zurück, erfuhr unterschiedliche Ausmaße der Deutung und findet bis heute in den christlichen Konfessionen Anklang.

## Herkunft

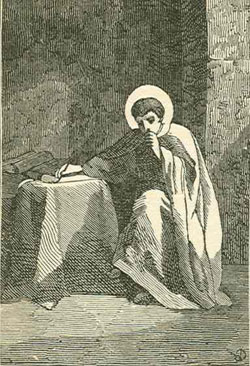
Darstellung des schreibenden Prosper von Aquitanien

Im 5. und 6. Jahrhundert war in einigen Regionen Europas die theologische Lehrmeinung des Pelagianismus bzw. später des Semipelagianismus verbreitet. Ihr zufolge sei der Mensch – da sein Wesen gut von Gott geschaffen ist – befähigt, ein Leben gänzlich ohne Sünde zu führen. Die Bedeutung von Jesus Christus, der als Gottes Sohn für die Erlösung der Menschheit gestorben ist, und die Wichtigkeit der Gnade Gottes treten dabei in den Hintergrund. So steht diese Lehre allerdings im starken Widerspruch zur gängigen christlichen und auch vom Kirchenlehrer Augustinus vertretenen Auffassung, Errettung und ewiges Leben sei eben nur durch die Gnade Gottes möglich. Der spätantike Schriftsteller Prosper Tiro von Aquitanien versuchte, den gemeinhin als Irrlehre geltenden Semipelagianismus abzuwehren. Seine Überlegungen gingen dabei vom Ersten Brief des Paulus an Timotheus aus, in dem geschrieben steht:

„Das Erste und Wichtigste, wozu ich die Gemeinde aufrufe, ist das Gebet, und zwar für alle Menschen. Bringt Bitten und Fürbitten und Dank für sie alle vor Gott! Betet für die Regierenden und für alle, die Gewalt haben, damit wir in Ruhe und Frieden leben können, in Ehrfurcht vor Gott und in Rechtschaffenheit. So ist es gut und gefällt Gott, unserem Retter. Er will, dass alle Menschen zur Erkenntnis der Wahrheit kommen und gerettet werden.“

Hieraus ist zu entnehmen, dass im Bittgebet der Gemeinden für alle Menschen gebetet werden sollte – dies schließt auch ein Gebet für die Bekehrung von Nichtgläubigen mit ein. Die Bibel hält also das Bittgebet für unbekehrte Sünder nicht für sinnlos (s. o.: Gott „will, dass alle Menschen zur Erkenntnis der Wahrheit kommen und gerettet werden“). Somit war für Prosper von Aquitanien klar, dass es einzig und allein Gott sei, „der in seiner souveränen Gnade die Initiative zum Heil des Menschen ergreife“ – und nicht, wie vom Semipelagianismus propagiert, das Führen eines sündenfreien Lebens. Die vom Apostel Paulus angeordnete Notwendigkeit der Bittgebete führe also unweigerlich auch zum Glauben an die Notwendigkeit der Gnade Gottes, da andernfalls die Bittgebete zwecklos sein müssten. Prosper von Aquitanien formulierte diese Erkenntnis in den Worten ut legem credendi lex statuat supplicandi (lat. für „damit der Ausgangspunkt des Betens den Ausgangspunkt des Glaubens bestimme“).

## Auslegung
In den Jahrhunderten nach Prosper von Aquitanien wurde Lex orandi, lex credendi häufig aus dem sehr konkreten Kontext herausgelöst und auf weitläufigere Zusammenhänge übertragen. Gemäß Gunnar af Hällström bieten sich grundlegend drei Möglichkeiten der Auslegung des Axioms:
- die minimalistische Auslegung versteht das lateinische Motto in seiner ursprünglichen, von Prosper von Aquitanien genutzten Weise. Lex orandi steht hierbei für die in der Bibel empfohlenen Fürbittengebete, lex credendi für den Glauben an die Gnade Gottes, ohne welchen die Fürbitten vergebens sein müssten.
- die intermediäre Auslegung dehnt den Begriff des lex orandi über die Fürbittengebete hinaus auf das Gebet im Allgemeinen aus. Nach Nicholas A. Jesson ist dies die am weitesten verbreitete Variante der Interpretation. Häufig würde dieser Auslegung folgend geschlossen, dass sich Inhalte eines Gebets mit den Glaubensinhalten des Betenden decken oder decken sollten.[5] In jüngerer Zeit gebrauchte beispielsweise auch der deutsche Theologe Johannes Hartl diese Form der Deutung des Axioms, als er es in einer Vortragsreihe mit dem Titel Wo Gott wohnt – Theologie des 24/7-Gebets frei übersetzte als „So wie du betest, so glaubst du.“[6] Dementsprechend sei das Gebet Ausdrucksform des Glaubens der betenden Person.
- die maximalistische Auslegung bezieht den Begriff des lex orandi über das Gebet hinaus auf die Liturgie im Gesamten. Gemäß Nicholas A. Jesson ist es dann die Liturgie (als lex orandi), welche theologische Zusammenhänge (lex credendi) begreifbar machen könne.[5] Auch Papst Pius XII. griff in seiner 1947 veröffentlichten Enzyklika Mediator Dei auf diese Form der Auslegung zurück und forderte gleichzeitig eine stärkere Gewichtung des lex credendi gegenüber dem lex orandi, da „die lehramtlich zu bestimmende Glaubensregel [...] auch die Regel des Gottesdienstes zu bestimmen [habe]“.[7] Die maximalistische Auslegung findet heute in größerem Ausmaß unter denjenigen Theologen Anklang, welche eine liturgische Erneuerung der Kirche fordern.

## Bedeutung

### Katholische Kirche
Der Stellenwert des Grundsatzes im katholischen Verständnis zeigt sich daran, dass er Eingang in den Katechismus der Katholischen Kirche gefunden hat, welcher als wichtiges Werk über Grundfragen des katholischen Glaubens gilt.

„Der Glaube der Kirche geht dem Glauben des einzelnen voraus, der aufgefordert wird, ihm zuzustimmen. Wenn die Kirche die Sakramente feiert, bekennt sie den von den Aposteln empfangenen Glauben. Deshalb gilt das alte Prinzip: ‚lex orandi, lex credendi‘ (oder, wie Prosper von Aquitanien im 5. Jahrhundert sagt: ‚legem credendi lex statuat supplicandi‘ [‚das Gesetz des Betens soll das Gesetz des Glaubens bestimmen‘: auct. ep. 8]). Das Gesetz des Betens ist das Gesetz des Glaubens; die Kirche glaubt so, wie sie betet. Die Liturgie ist ein grundlegendes Element der heiligen, lebendigen Überlieferung.“

Zu beobachten sei, dass das Axiom nach dem Zweiten Vatikanischen Konzil verstärkt an Bedeutung gewonnen habe, so Michaela Neulinger von der Universität Innsbruck.

### Orthodoxe Kirche
In einer Predigt anlässlich des Besuchs Papst Benedikts XVI. in der Türkei 2006 erklärte der Ökumenische Patriarch der Orthodoxen Kirche, Bartholomäus I., auch orthodoxe Christen würden den Grundsatz anerkennen, „nach welchem die Norm des Gebetes auch die Norm des Glaubens (lex orandi, lex credendi) ist.“ Zugleich betonte er, dass Einheit im Glauben und Einheit im Gebet Ausgangspunkte seien, um die Einheit der Christen wiederherzustellen.